# Trox sternbergi
Trox sternbergi är en skalbaggsart som beskrevs av Van der Merwe och Clarke H. Scholtz 2005. Trox sternbergi ingår i släktet Trox och familjen knotbaggar. Inga underarter finns listade i Catalogue of Life.